# Jordanita
|  | Aquest article tracta sobre el mineral. Vegeu-ne altres significats a «Jordanita (gènere)». |

La jordanita és un mineral de la classe dels sulfurs. Rep el seu nom del científic alemany H. Jordan (1808–1887) que va descobrir-la l'any 1864 a la pedrera Lengenbach, a la comuna de Binn (Suïssa).

## Característiques
És un sulfur de plom que té parcialment substituït el sofre per arsènic i una mica d'antimoni, pel que es considera un derivat de la galena. A més, és freqüent que porti com a impuresa l'element tal·li. Cristal·litza en el sistema monoclínic i la seva fractura és concoidal. Té una duresa 3 a l'escala de Mohs, la mateixa que la calcita. Forma una sèrie de solució sòlida amb la geocronita, de la qual és isostructural.
Segons la classificació de Nickel-Strunz, la jordanita pertany a «02.JB: Sulfosals de l'arquetip PbS, derivats de la galena, amb Pb» juntament amb els següents minerals: diaforita, cosalita, freieslebenita, marrita, cannizzarita, wittita, junoita, neyita, nordströmita, nuffieldita, proudita, weibul·lita, felbertalita, rouxelita, angelaite, cuproneyita, geocronita, kirkiita, tsugaruita, pillaita, zinkenita, scainiita, pellouxita, chovanita, aschamalmita, bursaita, eskimoita, fizelyita, gustavita, lil·lianita, ourayita, ramdohrita, roshchinita, schirmerita, treasurita, uchucchacuaita, ustarasita, vikingita, xilingolita, heyrovskýita, andorita IV, gratonita, marrucciïta, vurroïta i arsenquatrandorita.

## Formació i jaciments
Apareix en roques dolomites, enriquides en els elements arsènic i plom, que han sofert metamorfisme. També s'ha trobat en filons epitermals de baixa temperatura, en vetes de quars-or, i fins i tot a xemeneies submarines. Sol trobar-se associada a altres minerals com: tennantita, seligmannita, dufrenoysita, boulangerita, semseyita, quadratita, guettardita, zinkenita, tsugaruita, kirkiïta, enargita, esfalerita o galena.